# Новоселці
Новосе́лці (болг. Новоселци) — село у Видинській області Болгарії. Входить до складу общини Видин.

## Населення
За даними перепису населення 2011 року у селі проживала 871 особа.
Національний склад населення села:
| Національність   | Кількість осіб | Відсоток |
| ---------------- | -------------- | -------- |
| болгари          | 781            | 90,4%    |
| цигани           | 71             | 8,2%     |
| не визначились   | 8              | 0,9%     |
| Всього відповіли | 864            |          |

Розподіл населення за віком у 2011 році:
Динаміка населення: